# Frank Mascara

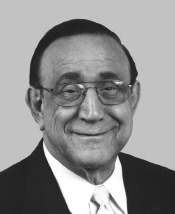
Frank Mascara

Frank Robert Mascara (* 19. Januar 1930 in Belle Vernon, Fayette County, Pennsylvania; † 10. Juli 2011 in Monongahela, Pennsylvania) war ein US-amerikanischer Politiker (Demokratische Partei).

## Leben
Mascara wurde im Januar 1930 als Sohn italienischer Einwanderer geboren. Er besuchte die Belle Vernon High School. Von 1946 bis 1947 diente er in der United States Army. Danach studierte er an der California University of Pennsylvania in California, Pennsylvania und erhielt dort 1972 seinen Bachelor of Arts (B.A.).
Von 1974 bis 1980 war Mascara controller des Washington County und fungierte im Anschluss von 1980 bis 1994 als Vorsitzender des board of commissioners des Countys.
1994 wurde er als Demokrat in den Kongress gewählt und vertrat dort vom 3. Januar 1995 bis zum 3. Januar 2003 den Bundesstaat Pennsylvania im US-Repräsentantenhaus. Als Abgeordneter gehörte er dem House Committee on Veterans Affairs und später dem House Committee on Financial Services und dem House Committee on Transportation and Infrastructure an. 2002 bemühte er sich erfolglos darum, als Kandidat für die Wahl des 108. Kongresses aufgestellt zu werden.
Mascara war zweimal verheiratet. Er hatte einen Sohn und eine Tochter aus erster Ehe sowie zwei Söhne aus zweiter Ehe. Er starb am 10. Juli 2011 im Alter von 81 Jahren im  Monongahela Valley Hospital an Lungenkrebs.